# Królowa Nocy (spektakl)
Królowa Nocy – tytuł spektaklu muzycznego polskiego piosenkarza i aktora Janusza Radka. Premiera spektaklu miała miejsce w październiku 2003 roku.
W 2004 roku, nakładem wydawnictwa Magic Records, ukazał się album, zawierający zapis dźwiękowy koncertu nagranego w krakowskim klubie Café Alchemia. W nagraniu wokaliście towarzyszyli muzycy: Halina Jarczyk, Jacek Hołubowski i Grzegorz Piętak oraz konferansjer Tomasz Wysocki. Na płycie znalazło się szesnaście utworów pochodzących ze spektaklu, a także piosenka „Pocztówka z Avignon”, z którą Radek startował w krajowych eliminacjach do 49. Konkursu Piosenki Eurowizji. Album osiągnął status złotej płyty za sprzedaż w kraju.
Spektakl i płyta przedstawiają historię życia Sandora Vessanyi, fikcyjnej postaci, która „zgubiła swoje prawdziwe ja”. W spektaklu wykorzystane zostały przeboje wykonawców, takich jak m.in. Édith Piaf, Violetty Villas, Björk czy zespołów Omega, Velvet Underground i Maanam.
W 2004 roku magazyn „Teatr” przyznał Królowej Nocy tytuł „najlepszego spektaklu muzycznego sezonu 2003/2004”.

## Tytuły utworów
1. „Nowy świat (New World)” (tekst i muzyka: Guðmundsdóttir, Sigurdsson, von Trier; tekst polski: Michał Chludziński)
2. „Ja nie wiem do kogo należę” (tekst: Robert Liebmann; tekst polski: Artur Kożuch muzyka: Friedrich Holländer)
3. „Ja jestem wamp (Ich bin ein Vamp)” (tekst: Marcellus Schiffer, Geza Herczeg, Robert Klein; tekst polski: Artur Kożuch; muzyka: Mischa Spoliansky)
4. „Venus in Furs” (tekst i muzyka: Lou Reed)
5. „Tandetny show (Cheapest Show)” (tekst i muzyka: Martin Jacques The Tiger Lillies; tekst polski: Michał Chludziński)
6. „Balladka (Baladette)” (tekst: Joachim Ringelnatz; tekst polski: Artur Kożuch; muzyka: Otto Bienert)
7. „La vie en rose” (tekst: Édith Gassion; tekst polski: Wojciech Młynarski muzyka: Louis Guglielmi)
8. „Pocałunek ognia” (tekst: Violetta Villas; muzyka: Angel Villoldo)
9. „W twoich doskonałych palcach” (tekst: Halina Poświatowska; muzyka: Janusz Radek)
10. „Dziewczyna o perłowych włosach” (tekst i muzyka: Omega)
11. „Piosenka lekko toporna” (tekst: Robert Kasprzycki; muzyka: Adrian Konarski)
12. „Boskie Buenos” (tekst i muzyka: Maanam)
13. „Mechaniczna lalka” (tekst: Agnieszka Osiecka; muzyka: Violetta Villas)
14. „Killer” (tekst i muzyka: Martin Jacques The Tiger Lillies; tekst polski: Michał Chludziński)
15. „Las mich in Ruhe!” (tekst i muzyka: Nina Hagen)
16. „Zły (Bad)” (tekst i muzyka: Martin Jacques The Tiger Lillies; tekst polski: Michał Chludziński)
17. Bonus: „Pocztówka z Avignon” (tekst: Andrzej Mogielnicki; muzyka: Romuald Lipko)

## Skład
- Janusz Radek – śpiew
- Tomasz Wysocki – konferansjer
- Halina Jarczyk – skrzypce
- Jacek Hołubowski – akordeon
- Grzegorz Piętak – kontrabas
- Łukasz Czuj – scenariusz i reżyseria spektaklu
- Halina Jarczyk – aranżacje i kierownictwo muzyczne
- Grzegorz Sznyterman – rejestracja koncertu